# Expedición 59
La Expedición 59 fue la 59.ª Expedición a la ISS, que se programó y comenzó el 14 de marzo de 2019 con la llegada de la nave espacial Soyuz MS-12 con Aleksey Ovchinin, Nick Hague y Christina Koch y los otros tres miembros procedentes de la expedición anterior. Los tres se transferieron posteriormente a la tripulación de la Expedición 60, con Ovchinin como comandante, después del desacoplamiento de la nave espacial Soyuz MS-11, el 25 de junio de 2019.

## Tripulación
| Puesto               | Miembro de la tripulación                      |                                                |
| -------------------- | ---------------------------------------------- | ---------------------------------------------- |
| Comandante           | Oleg Kononenko, RSA Cuarto vuelo espacial      | Oleg Kononenko, RSA Cuarto vuelo espacial      |
| Ingeniero de vuelo 1 | David Saint-Jacques, CSA Primer vuelo espacial | David Saint-Jacques, CSA Primer vuelo espacial |
| Ingeniero de vuelo 2 | Anne McClain, NASA Primer vuelo espacial       | Anne McClain, NASA Primer vuelo espacial       |
| Ingeniero de vuelo 3 |                                                | Aleksey Ovchinin, RSA Tercer vuelo espacial    |
| Ingeniero de vuelo 4 |                                                | Nick Hague, NASA Segundo vuelo espacial        |
| Ingeniero de vuelo 5 |                                                | Christina Koch, NASA Primer vuelo espacial     |